# فابیان گرستر
فابیان گرستر (انگلیسی: Fabian Gerster؛ زادهٔ ۲۹ دسامبر ۱۹۸۶) بازیکن فوتبال اهل آلمان است.